# آرتور کونتی
آرتور کونتی استنلی (انگلیسی: Arthur Conti Stanley؛ زادهٔ ۲۰۰۴) بازیگر بریتانیایی است. او پسر نینا کونتی است و کار خود را با نقش کوچکی در قسمتی از مجموعهٔ خاندان اژدها تحت عنوان «ما راه را روشن می‌کنیم» در سال ۲۰۲۲ آغاز کرد. کونتی با بازی در فیلم فانتزی بیتل‌جوس بیتل‌جوس در سال ۲۰۲۴ به شهرت رسید.